# 1877 Мардсен
1877 Мардсен (енгл. 1877 Marsden) је астероид чија средња удаљеност од Сунца износи 3,946 астрономских јединица (АЈ).
Апсолутна магнитуда астероида је 10,7.